# Pabstiella granulosa
Pabstiella granulosa är en orkidéart som först beskrevs av João Barbosa Rodrigues, och fick sitt nu gällande namn av Guy Robert Chiron och Xim.Bols. Pabstiella granulosa ingår i släktet Pabstiella och familjen orkidéer. Inga underarter finns listade i Catalogue of Life.

## Bildgalleri

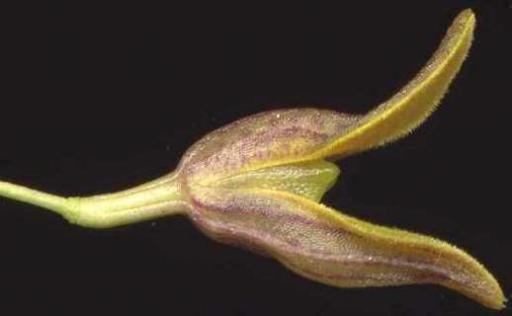
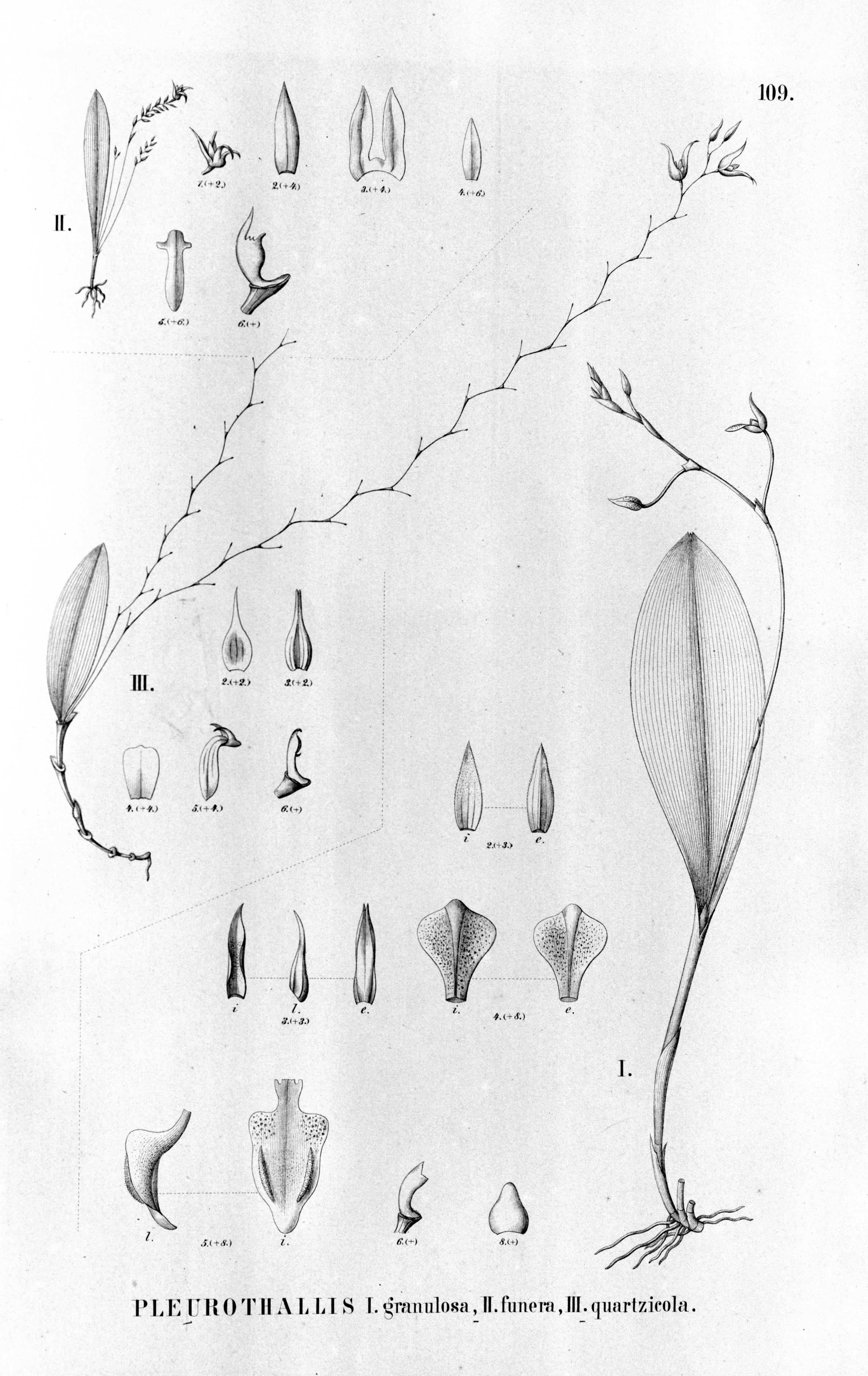